# Tennistoernooi van Dubai 2019
|                                         |  |                                      |
| Belinda Bencic, winnares bij de vrouwen |  | Roger Federer, winnaar bij de mannen |

Het tennistoernooi van Dubai van 2019 werd van zondag 17 februari tot en met zaterdag 2 maart 2019 gespeeld op de hardcourt-buitenbanen van het Aviation Club Tennis Centre in Dubai, de hoofdstad van het gelijknamige emiraat in de Verenigde Arabische Emiraten. De officiële naam van het toernooi was Duty Free Tennis Championships.
Het toernooi bestond uit twee delen:
- WTA-toernooi van Dubai 2019, het toernooi voor de vrouwen, van 17 tot en met 23 februari 2019
- ATP-toernooi van Dubai 2019, het toernooi voor de mannen, van 25 februari tot en met 2 maart 2019

In beide enkelspeldisciplines won een deelnemer uit Zwitserland.
| WTA               | februari 2019 | februari 2019 | februari 2019 | februari 2019 | februari 2019 | februari 2019 | februari 2019 |
| WTA               | zon 17        | maa 18        | din 19        | woe 20        | don 21        | vrĳ 22        | zat 23        |
| ----------------- | ------------- | ------------- | ------------- | ------------- | ------------- | ------------- | ------------- |
| vrouwenenkelspel  | 1e ronde      | 1e ronde      | 2e ronde      | 3e ronde      | kwartfinale   | halve finale  | finale        |
| vrouwendubbelspel | 1e ronde      | 1e ronde      | 2e ronde      | 2e ronde      | kwartfinale   | halve finale  | finale        |

| ATP              | februari 2019 | februari 2019 | februari 2019 | februari 2019 | maart 2019   | maart 2019 |
| ATP              | maa 25        | din 26        | woe 27        | don 28        | vrĳ 1        | zat 2      |
| ---------------- | ------------- | ------------- | ------------- | ------------- | ------------ | ---------- |
| mannenenkelspel  | 1e ronde      | 1e ronde      | 2e ronde      | kwartfinale   | halve finale | finale     |
| mannendubbelspel | 1e ronde      | 1e ronde      | 2e ronde      | 2e ronde      | halve finale | finale     |

ATP-toernooi van Dubai – WTA-toernooi van Dubai

2001 · 2002 · 2003 · 2004 · 2005 · 2006 · 2007 · 2008 · 2009 · 2010 · 2011 · 2012 · 2013 · 2014 · 2015 · 2016 · 2017 · 2018 · 2019 · 2020 · 2021 · 2022 · 2023 · 2024 · 2025